# Oliver Lines
Oliver Lines (Seacroft, 16 de junho de 1995) é um jogador inglês de snooker profissional. Ele é filho do jogador de snooker profissional Peter Lines. Tornou-se profissional em 2014 após vencer o Campeonato Europeu Sub-21 de 2014 na Romênia. Como profissional não ganhou nenhum evento a contar para o ranking mundial, o máximo que conseguiu foi chegar às oitavas de final em três ocasiões, no Open da Índia de 2016 e 2019 (em inglês: Indian Open) e no Campeonato do Reino Unido de 2016 (em inglês: UK Championship).

## Carreira
Em 2014, Lines ganhou um card para a World Snooker Tour, turnê mundial para jogadores profissionais, para as temporadas de 2014–15 e 2015–16 depois de vencer Josh Boileau por 6–1 na final do Campeonato Europeu de Snooker Sub-21 da EBSA (em inglês: EBSA European Under-21 Snooker Championship). No mesmo ano, chega à sua primeira final profissional, no Haining Open, segundo evento do Asian Tour, na China, vencendo seis partidas até ser duramente derrotado por 4–0 para Stuart Bingham. Em 2015, ele ganhou o prêmio de Estreante do Ano, como mérito por sua impressionante temporada de estreia. Em 2016, eliminou Judd Trump do Campeonato do Reino Unido, chegando às oitavas de final. Também foi às oitavas de final do Open da Índia no mesmo ano. Em 2019, chegou mais uma vez às oitavas de final do Open da Índia.

## Finais na carreira

### Finais em eventos minoritários do ranking: 1 (1 vice)
| Resultado    | Ano  | Competição   | Adversário na final | Placar | Ref.   |
| Vice-campeão | 2014 | Haining Open | Stuart Bingham      | 0–4    | [ 12 ] |

### Finais amadoras: 1 (1 título)
| Resultado | Ano  | Competição                             | Adversário na final | Placar | Ref.   |
| Campeão   | 2014 | European Under-21 Snooker Championship | Josh Boileau        | 6–1    | [ 13 ] |